# Sioux Falls, South Dakota
Sioux Falls, Nam Dakota là một thành phố thủ phủ quận Minnehaha trong tiểu bang Nam Dakota, Hoa Kỳ. Thành phố có tổng diện tích km2, trong đó diện tích đất là 73 dặm vuông Anh (190 km2). Theo điều tra dân số Hoa Kỳ năm 2010, thành phố có dân số 153.888 người, là thành phố đông dân thứ 154 tại Hoa Kỳ và thành phố lớn nhất bang Nam Dakota năm 2010.
Sioux Falls cũng mở rộng sang quận Lincoln về phía nam. Đây là thành phố phát triển nhanh thứ 47tại Hoa Kỳ và vùng đô thị phát triển nhanh nhất ở tiểu bang Nam Dakota, với mức tăng tổng cộng 22% kể từ năm 2000. 